# Terrasvogels
Il Terrasvogels è stata una squadra olandese di softball con sede a Santpoort-Zuid. Con 15 campionati e 9 Coppe dei Campioni, era la formazione più titolata dei Paesi Bassi e d'Europa. Fino all'ultima stagione, nel 2020, militava nella massima serie del campionato nazionale, la Golden League.

## Storia
Venne fondata il 21 luglio del 1958 e inizialmente giocava allo Sportpark Schoonberg, finché si spostò allo Sportpark De Elta nel 1963. Arrivata nella massima serie, allora chiamata Hoofdklasse, nel 1967, vinse il primo titolo nazionale nel 1969 e si ripeté più volte negli anni settanta; si impose anche nella prima edizione della Coppa dei Campioni del 1978. Il periodo d'oro si colloca però negli anni ottanta, quando primeggiò per sei volte consecutive nella Hoofdklasse (1979-1984) e per quattro volte di seguito nella coppa europea (1983-1986). I successi si susseguirono numerosi fino al 2013, quando ha trionfato sia in campionato sia nella Coppa delle Coppe. Nel 2018 ha perso l'Holland Series contro l'Olympia Haarlem e nel 2019 è arrivata di nuovo in finale di Coppa delle Coppe, venendo però sconfitta dal Forlì.
Il 15 novembre 2020 è stata decisa la fusione, non legale ma pratica, con l'Onze Gezellen, atto che ha comportato la salita in Golden League di quest'ultima ed il trasferimento delle giocatrici da una squadra all'altra.

## Palmarès

### Competizioni nazionali
- Campionati olandesi: 15

1969, 1971, 1975, 1979, 1980, 1981, 1982, 1983, 1984, 1989, 1998, 1999, 2000, 2007, 2013

### Competizioni internazionali
- Coppe dei Campioni: 9

1978, 1980, 1981, 1983, 1984, 1985, 1986, 1989, 1996
- Coppe delle Coppe: 5

1995, 2003, 2009, 2012, 2013